# Liste des maires de Tchita
La ville de Tchita possède un chef depuis 1875, quand une administration est créée. Entre 1991 et 2014, la ville avait comme chef le maire, avant que ce poste soit supprimé, remplacé par un directeur  municipal tandis que le président de la douma municipale est devenu chef de la ville. Néanmoins en 2025, ce système sera supprimé, avec le retour d'un maire élu par la douma dès janvier 2025.

## Bourgmestres (1875-1919)
| Période                                  | Période         | Identité                           | Étiquette                        | Qualité                                             |
| ---------------------------------------- | --------------- | ---------------------------------- | -------------------------------- | --------------------------------------------------- |
| 1875                                     | 1880            | Ivan Nikolaïevitch Zamochnikov     |                                  | Marchand                                            |
| 1880                                     | 1884            | Filip Grigorievitch Choulguine     |                                  | Marchand                                            |
| 1884                                     | 1888            | Stepan Alekseïevitch Minine        |                                  | Marchand                                            |
| 1888                                     | 1893            | Ivan Aleksandrovitch Kolech        |                                  | Marchand                                            |
| 1893                                     | 1898            | Fedor Dmitrievitch Tcherkassov     |                                  | Marguillier                                         |
| Mai 1899                                 | Octobre 1899    | Ivan Aleksandrovitch Kolech        |                                  | Marchand                                            |
| Octobre 1899                             | 1904            | Vassili Vassilievitch Khlynovsky   |                                  | Marchand                                            |
| 1904                                     | 1906            | Sergueï Kirillovitch Chechmintsev  |                                  | Agent d'assurance, membre de la Croix-Rouge         |
| 1906                                     | 1914            | Roman Mikhaïlovitch Savrassov      |                                  | Diplômé de l'école des Mines de Nertchinsk-Zavodski |
| 8 décembre 191                           | 20 janvier 1915 | Vassili K. Epov                    |                                  | Marchand                                            |
| 1915                                     | 1915            | K. M. Sterkhov                     |                                  | Marchand                                            |
| Décembre 1915                            | Octobre 1917    | Nikolaï Ivanovitch Savitch         |                                  | Avocat                                              |
| 1917                                     | 1918            | Andreï Andreïevitch Lopatin        | Parti socialiste révolutionnaire | Activiste                                           |
| 1918                                     | 1918            | Nikolaï Nikolaïevitch Joukov       | Parti socialiste révolutionnaire | Activiste                                           |
| 1919                                     | Août 1920       | Nikolaï Aleksandrovitch Taratorine | Armées blanches                  | Avocat                                              |
| Les données manquantes sont à compléter. |                 |                                    |                                  |                                                     |

## Maires de Tchita (1991-)
| Période                                  | Période                       | Identité                      | Étiquette   | Qualité                 |
| ---------------------------------------- | ----------------------------- | ----------------------------- | ----------- | ----------------------- |
| 25 décembre 1991                         | 1er février 1995              | Ravil Gueniatouline           | Indépendant | Professeur d'université |
| Février 1996                             | Octobre 1996                  | Vladimir Viktorovitch Okounev | Indépendant | Technicien              |
| Octobre 1996                             | Novembre 2000                 | Aleksandr Fedorovitch Sedine  | Indépendant | Professeur              |
| Novembre 2000                            | 1er février 2019              | Anatoly Dmitrievitch Mikhalev | Russie unie | Mécanicien              |
| 19 septembre 2019                        | En cours (au 29 octobre 2024) | Ievgueni Vitalievitch Iarilov | Russie unie | Ingénieur               |
| Les données manquantes sont à compléter. |                               |                               |             |                         |